# Kricsár Kamill
Kricsár Kamill (Zalaszentgrót, 1975. március 12. –) magyar színész. 

## Életpályája
Zalaszentgróton született, 1975. március 12-én. 1989 és 1994 között a soproni Róth Gyula Erdészeti Technikum tanulója volt. 1994 és 1997 között a zalaegerszegi Nádasdy Kálmán Színészképző Stúdió hallgatója volt. Színészi pályája a zalaegerszegi Hevesi Sándor Színházban indult. 2011-ben a nyíregyházi Móricz Zsigmond Színházban játszott. 2012-től a székesfehérvári Vörösmarty Színház társulatának tagja.

## Színházi szerepei
- Szabó Magda: Régimódi történet (2018) – Dudek Ferdinánd
- Ruszt József: Rekviem (2017) – Narrátor
- Bertolt Brecht: Jóembert keresünk (2017) – Su Fu, borbély
- Kricsár Kamill: Mese a Látóhegyről (2017) – Öreg zenész, aki nem öreg
- Prosper Mérimée: Carmen (2017) – Paptetű, bandatag
- Georg Büchner: Leonce és Léna (2017) – Ügynök
- Apák és fiúk (2017) – Prokofjics, inas Kirszanovéknál
- Georges Feydeau: A hülyéje (2017) – Gérome
- Ken Kesey–Dale Wassermann: Száll a kakukk fészkére (2016) – Cheswick
- Háy János: A Herner Ferike faterja (2016) – Herda Pityu
- Shakespeare: A velencei kalmár (2016) – Solanio, fiatal úriember
- Kricsár Kamill–Kerkay Rita (ötlet): Hópehely hercegnő (2016) – Apa
- Oleg Presznyakov–Vlagyimir Presznyakov: Terrorizmus (2015)
- Shakespeare: Hamlet (2015) – Francisco, Rajnald, Cimbora
- Reginald Rose: Tizenkét dühös ember (2015) – Ötödik esküdt
- Presser Gábor–Sztevanovity Dusán: A padlás (2014) – Meglökő (szellem, 560 éves)
- Mihail Bulgakov: Őfelsége komédiása (2014) – De Laissac márki (hamiskártyás/Fidelitas Frater)
- Mihail Bulgakov: A Mester és Margarita (2014) – Arcsibald (Matróz, Sovány, postás)
- Faragó Béla–Matuz János: Kincsek szigete (2014) – Tóth Vendel
- Ábrahám Pál–Harmath Imre–Szilágyi László–Kellér Dezső: 3:1 a szerelem javára (2014) – Cheswick
- Matuz János–Szikora János: Koronázási szertartásjáték - Szent László (2014) – Püspök II.
- Shakespeare: Lear király (2013) – Oswald
- Friedrich Schiller: Don Carlos (2013) – Domingo, a király gyóntatóatyja
- Carlo Goldoni: A kávéház (2013) – Első pincér (a fogadóból)
- Rideg Sándor: Indul a bakterház (2013) – Piócás
- Huszka Jenő: Lili bárónő (2012) – Becsey
- Sütő András: A szuzai menyegző (2012) – Kallisztenész
- Herczeg Ferenc: Bizánc (2012) –  Lizander, udvari költő
- Molière: Tartuffe (2011) – Orgon; Damis (Móricz Zsigmond Színház)

## Filmes és televíziós szerepei
- Turgenyev - Brian Friel: Apák és fiúk  (A székesfehérvári Vörösmarty Színház előadásának tv-felvétele)
- A hídember ... Pichler
- Svik (2009)
- Munkaügyek (sorozat, 2013) ... Hajléktalan
- Akcióhősök (sorozat, 2018) ... Zozóbá
- Mintaapák (sorozat, 2020) ... Janó orvosa
- Ítélet és kegyelem (2021) ... Buder
- Doktor Balaton (sorozat, 2022) ... Szakember
- A játszma (film, 2022) ...Kéthelyi párttitkár